# 30/30 (musikalbum med Jan Eggum)
30/30 är ett samlingsalbum med Jan Eggum. Albumet inneholder en tidigare outgiven låt, "Det føles bra". Dessutom är låten "Utenfor" från en singel inspelad tillsammans med Bjørn Eidsvåg, Sidsel Endresen och Silje Nergaard, låten "Et kort sekund" inspelad live med KORK och låten "Sangfugl" från albumet Trist og fint, ett samarbete med Kaia Huuse, med på albumet. Skivbolaget Grappa Musikkforlag A/S lanserade albumet som dubbel-CD 30 maj 2005.

## Låtlista
CD 1
1. "De skulle begrave en konge stor" (från Jan Eggum) – 3:51
2. "Nøkken ta meg hvis jeg blir forelsket" (från Trubadur) – 2:49
3. "Mor, jeg vil tilbake" (från Heksedans) – 3:41
4. "Jeg lover deg" (från En natt forbi) – 3:00
5. "En natt forbi" (från En natt forbi) – 3:22
6. "Toya" (från Alarmen går) – 4:16
7. "Alarmen går" (från Alarmen går) – 2:34
8. "Små damer" (från Alarmen går) – 3:47
9. "Tre e en for mye" (från E.G.G.U.M.) – 2:54
10. "En liten landsby" (från E.G.G.U.M.) – 4:19
11. "Kem har betalt det" (från E.G.G.U.M.) – 4:23
12. "Kor e alle helter hen?" (från Nesten ikke tilstede) – 3:04
13. "Befri meg" (från Underveis) – 3:32
14. "Utenfor" (från singeln "Utenfor"/"Naken hud", med Bjørn Eidsvåg, Sidsel Endresen och Silje Nergaard)
15. "Telefon" (från Nesten ikke tilstede) – 3:11

CD 2
1. "Ryktet forteller" (från Typisk norsk) – 3:42
2. "Ta meg med" (från Underveis) – 5:11
3. "Så mange kvinner" (från Nesten ikke tilstede) – 3:43
4. "Nesten ikkje tilstede" (från Nesten ikke tilstede) – 4:34
5. "Sommeren nytes best om vinteren" (från singeln "Sommeren nytes best om vinteren"/"En helt ny dag") – 2:45
6. "Du kjenner ikkje meg" (från Dingli bang) – 3:58
7. "E det bare vinen" (från Dingli bang) – 5:22
8. "På'an igjen" (från Dingli bang) – 4:49
9. "Når en hedning feirer jul" (från Alle gjør det) – 3:33
10. "Deilig" (från Deilig) – 3:34
11. "Et kort sekund" (live från Rockefeller med KORK) – 4:29
12. "President" (från President) – 3:03
13. "På vei" (från President) – 4:02
14. "Sangfugl" (från Trist og fint, med Kaia Huuse) – 2:59
15. "Det føles bra" (tidigare outgiven) – 3:27